# Hydroptila perplexa
Hydroptila perplexa är en nattsländeart som beskrevs av Martin E. Mosely 1924. Hydroptila perplexa ingår i släktet Hydroptila och familjen smånattsländor. Inga underarter finns listade i Catalogue of Life.